# Nighthawks (1978)
Nighthawks é um filme narrativo de 1978 dirigido por Ron Peck. Acompanha o dia-a-dia de um homem gay em Londres.

## Enredo
O filme retrata de forma realista a vida gay cotidiana em Londres da época. Mostra um homem gay, interpretado por Ken Robertson, ensinando geografia durante o dia e indo a pubs gays à noite. Em última análise, seus alunos o desafiam com perguntas sobre se ele é bent/queer. Ele responde que sim e responde com calma às perguntas sobre sua homossexualidade.

## Elenco
- Ken Robertson como Jim
- Tony Westrope como Mike
- Rachel Nicholas James como Judy
- Maureen Dolan como Pat
- Stuart Turton como Neal (como Stuart Craig Turton)
- Clive Peters como Peter
- Robert Merrick como John
- Frank Dilbert como americano
- Peter Radmall como artista
- Ernest Brightmore como diretor
- Jon Lindsay anunciado como Jon Angel como o prostituto

## Recepção
Em 1979, Janet Maslin, do The New York Times, considerou o filme (fictício) documentário realista. Ela achou que era uma imagem "vívida" de um personagem "intrigante e bem interpretado", e qualificou isso ao considerar partes do filme "muito longas e sem objetivo".